# Peter Postelmans
Peter Postelmans (2 de octubre de 1955) es un jinete belga que compitió en la modalidad de salto ecuestre. Ganó una medalla de bronce en el Campeonato Mundial de Saltos Ecuestres de 2002, en la prueba por equipos.

## Palmarés internacional
| Campeonato Mundial | Campeonato Mundial            | Campeonato Mundial | Campeonato Mundial |
| Año                | Lugar                         | Medalla            | Categoría          |
| ------------------ | ----------------------------- | ------------------ | ------------------ |
| 2002               | Jerez de la Frontera (España) | Medalla de bronce  | Por equipos        |